# James Tomkins (canottiere)
James Bruce Tomkins (Sydney, 19 agosto 1965) è un canottiere australiano.
Ha vinto quattro medaglie olimpiche, tre d'oro e una di bronzo. In particolare ha vinto una medaglia d'oro alle Olimpiadi 1992 di Barcellona nella gara di quattro senza, una medaglia d'oro ad Atlanta 1996 nel quattro senza, una medaglia d'oro ad Atene 2004 nel 2 senza e una medaglia di bronzo a Sydney 2000 nel 2 senza.
Ha partecipato anche alle Olimpiadi 2008.
Ha anche vinto sette medaglie d'oro ai campionati mondiali (1986, 1990, 1991, due nel 1998, 1999 e 2003) in diverse specialità.